# Sumar Galicia
Sumar Galicia es una coalición electoral española de izquierdas formada para presentarse a las elecciones al Parlamento de Galicia de 2024. La integran tres partidos políticos: Movemento Sumar Galicia, Esquerda Unida y Verdes Equo Galicia.

## Historia
Movemento Sumar Galicia, junto con Esquerda Unida y Verdes Equo Galicia, llegaron a un acuerdo las semanas de finales de diciembre de 2023 e inicios de 2024 para presentarse en la coalición electoral Sumar Galicia, con la diputada por La Coruña, Marta Lois, como candidata a la presidencia.

## Partidos que integran la coalición
De acuerdo a la documentación presentada y registrada ante la Junta Electoral Central, los partidos políticos que constituyen la coalición son los siguientes:
| Partidos | Partidos | Partidos | Partidos                |
| -------- | -------- | -------- | ----------------------- |
|          |          |          | Movemento Sumar Galicia |
|          |          |          | Esquerda Unida          |
|          |          |          | Verdes Equo Galicia     |

## Resultados electorales
| Comicios | Cabeza de lista | N.º de votos | % de votos      | Escaños |
| -------- | --------------- | ------------ | --------------- | ------- |
| 2024     | Marta Lois      | 28.171       | \| \| 1,92 % \| | 0/75    |
|          | 1,92 %          |              |                 |         |